# Araçariguama
Araçariguama este un oraș în São Paulo (SP), Brazilia. 